# Walter Jones
Walter Junior Jones (Aliceville, 19 gennaio 1974) è un ex giocatore di football americano statunitense che ha giocato nel ruolo di offensive tackle per tutta la sua carriera professionistica con i Seattle Seahawks della National Football League. Fu scelto come sesto assoluto nel Draft NFL 1997 dai Seahawks. Al college giocò a football alla Florida State University. Nel 2014, il suo primo anno di eleggibilità, è stato inserito nella Pro Football Hall of Fame.

## Carriera universitaria
Jones frequentò l'Holmes Community College per due stagioni, dove fu nominato Mississippi Junior College Player of the Year dal Jackson Clarion-Ledger nel 1994. All'epoca giocava sia come offensive tackle che come tight end. In due stagioni concesse un solo sack agli avversari.
Dopo essersi trasferito alla Florida State University, Jones passò come redshirt la stagione 1995, poteva cioè allenarsi con la squadra ma non scendere in campo. Nel 1996 disputò 11 gare come titolare e lo Sugar Bowl 1997 per i Seminoles, concedendo un sack in tutto l'anno e venendo inserito nella seconda formazione ideale della ACC. Decise di saltare l'ultimo anno di college e rendersi eleggibile per il Draft 1997

## Carriera professionistica

### Seattle Seahawks
Jones fu scelto dai Seattle Seahawks nel primo giro come sesto assoluto del Draft 1997. Fu schierato come titolare in ogni singola partita giocata in carriera, a partire dalla sua stagione da rookie. Jones fu membro della squadra dei Seahawks che nel 2005 raggiunse il Super Bowl XL, perso in maniera controversa contro i Pittsburgh Steelers. Nel 2006, Jones fu in cima alla lista dei migliori 101 giocatori della NFL di Sporting News.
Jones fu selezionato per nove Pro Bowl ed inserito 7 volte nella formazione ideale della stagione. Fu probabilmente il migliore nel suo ruolo nella NFL durante l'inizio del secolo, a testimonianza di ciò fu inserito nella formazione ideale del decennio. Egli spianò la strada a Shaun Alexander per stabilire molti record NFL. Dal 1998 al 2000 inoltre ,aiutò Ricky Watters a correre tre stagioni consecutive da 1.000 yard per i Seahawks.

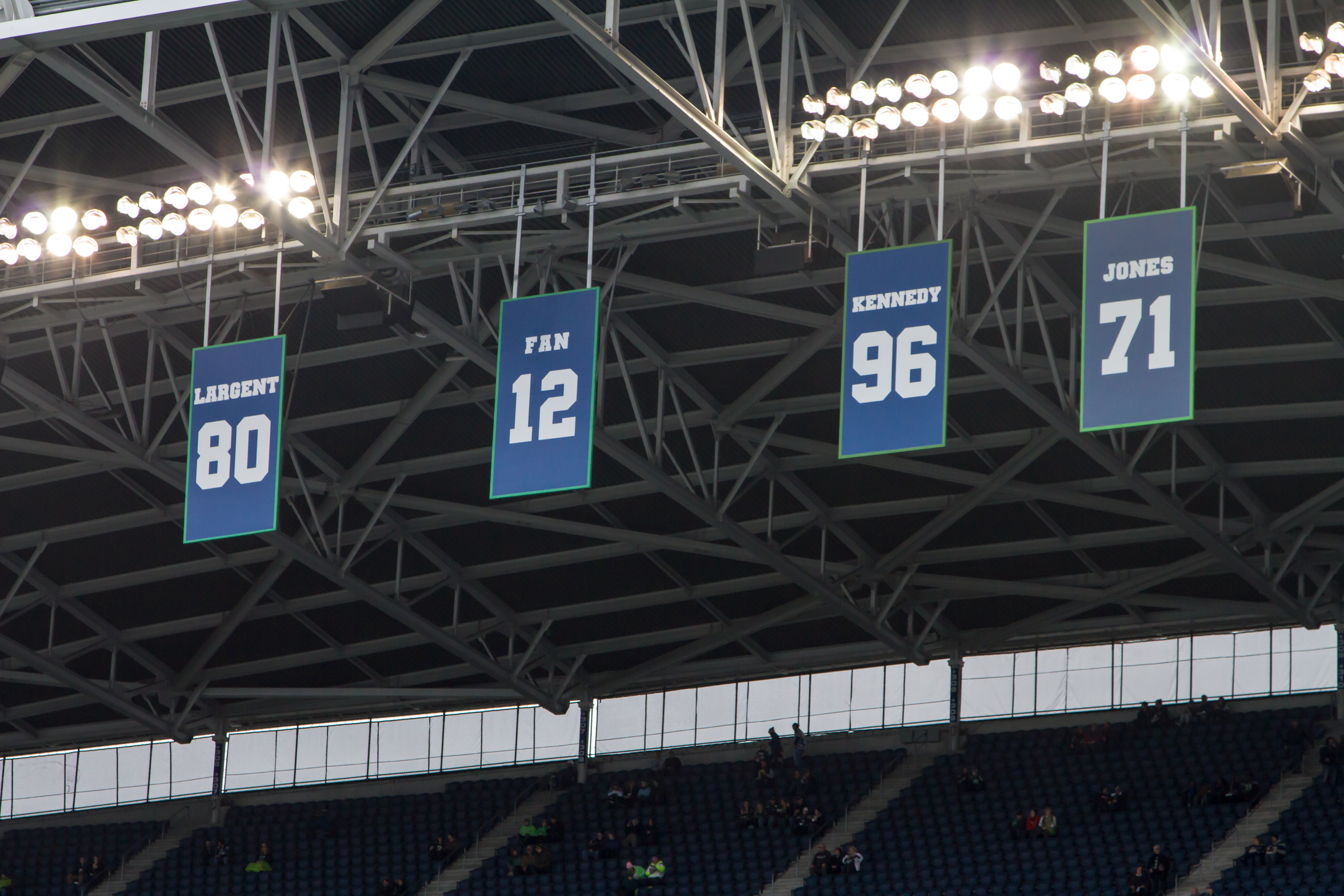
Il numero di Jones ritirato al CenturyLink Field.

Walter Jones fu riconosciuto da John Madden come il miglior giocatore della NFL del 2004 in una diretta televisiva. Madden si complimentò con Jones in numerose trasmissioni indicandolo come il miglior tackle sinistro della NFL e probabilmente uno dei migliori della storia.
Nel Giorno del Ringraziamento del 2008, Jones soffrì un infortunio al ginocchio contro i Dallas Cowboys nella sua 180a ed ultima partita. L'infortunio richiese un intervento chirurgico a causa di una microfrattura e mise fine alla sua stagione. Provò nuovamente a giocare nel 2009 ma senza successo. Il 28 ottobre 2009, Jones fu messo in lista infortunati dai Seahawks. In una conferenza stampa quello stesso giorno, Jones annunciò la sua intenzione di continuare a giocare nel 2010. Il 29 aprile 2010, Jones annunciò via Twitter la sua intenzione di ritirarsi.
I Seahawks annunciarono il ritiro del suo numero, il 71, ed il Governatore Christine Gregoire dichiarò il 30 aprile essere il "Walter Jones Day" nello stato di Washington.
La cerimonia del ritiro del suo numero avvenne il 5 dicembre 2010, nella gara contro i Carolina Panthers, davanti ad una folla di oltre 66.000 persone. Fu solo il secondo giocatore della storia dei Seahawks a cui viene concesso l'onore del ritiro del proprio numero (dopo il numero 80 di Steve Largent e successivamente solo per Cortez Kennedy).
L'8 gennaio 2011, Jones sollevò lo striscione del 12º uomo al Qwest Field prima della gara di playoff dei Seahawks contro i campioni in carica dei New Orleans Saints. I Seahawks (con un record di 7-9) batterono i campioni in carica 41–36.

## Palmarès

### Franchigia
- National Football Conference Championship: 1

Seattle Seahawks: 2005

### Individuale
- Convocazioni al Pro Bowl: 9

1999, 2001, 2002, 2003, 2004, 2005, 2006, 2007, 2008
- All-Pro: 7

2001, 2002, 2004, 2005, 2006, 2007, 2008
- Offensive lineman dell'anno: 1

2005
- PFWA All-Rookie Team - 1997
- Formazione ideale della NFL degli anni 2000
- Numero 71 ritirato dai Seattle Seahawks
- Seattle Seahawks Ring of Honor
- Formazione ideale del 35º anniversario dei Seahawks
- 50 migliori giocatori del 50º anniversario dei Seahawks
- Formazione ideale del 100º anniversario della National Football League
- Pro Football Hall of Fame (classe del 2014)